# 大叶度量草
大叶度量草（学名：Mitreola pedicellata）为马钱科度量草属下的一个种。

## 扩展阅读
- 維基物種上的相關：大叶度量草